# زنان در موسیقی بیلبورد
بیلبورد زنان در موسیقی رویدادی سالانه است که توسط بیلبورد برگزار می‌شود. جایزه اصلی آن زن سال است که به منظور تقدیر از «زنانی در صنعت موسیقی که سهم قابل توجهی در تجارت داشته‌اند و با کار و موفقیت مداوم خود، نسل‌های بیشتری از زنان را به عهده می‌گیرند تا مسئولیت‌های بیشتری را در این زمینه بر عهده داشته باشند» ایجاد شده‌است. طبق مجله تیلور سوئیفت با کسب سه جایزه (دو جایزه زن سال و جایزه زن دهه) بیشترین دریافت‌کننده جایزه زن این رویداد است.

## جایزه زن دهه
تیلور سوئیفت به دلیل «یکی از هنرمندان برجسته موسیقی در تمام دوره‌های دهه ۲۰۱۰» به عنوان نخستین زن جایزه دهه را دریافت کرد.
- دهه ۲۰۱۰: تیلور سوئیفت (۲۰۱۹)

## جایزه زن سال
- ۲۰۰۷: ریبا مک‌اینتایر
- ۲۰۰۸: سیارا
- ۲۰۰۹: بیانسه
- ۲۰۱۰: فرگی
- ۲۰۱۱: تیلور سویفت
- ۲۰۱۲: کیتی پری
- ۲۰۱۳: پینک
- ۲۰۱۴: تیلور سویفت
- ۲۰۱۵: لیدی گاگا
- ۲۰۱۶: مدونا
- ۲۰۱۷: سلنا گومز
- ۲۰۱۸: آریانا گراند
- ۲۰۱۹: بیلی آیلیش
- ۲۰۲۰: کاردی بی

## جایزه ستاره در حال ظهور
- ۲۰۰۸: کلبی کایلات
- ۲۰۰۹: لیدی گاگا[۳]
- ۲۰۱۰: جازمین سالیوان[۴]
- ۲۰۱۱: نیکی میناژ[۵]
- ۲۰۱۲: کارلی ری جپسن
- ۲۰۱۳: جنل مونی[۶]
- ۲۰۱۴: آریانا گراند
- ۲۰۱۵: کلسی بالرین[۷]
- ۲۰۱۶: هالزی
- ۲۰۱۷: گریس وندروال
- ۲۰۱۸: هیلی کیوکو[۸]
- ۲۰۱۹: روزالیا
- ۲۰۲۰: کلوئی ایکس هالی[۹]

## جایزه آیکان
- ۲۰۱۴: آرهتا فرانکلین[۱۰]
- ۲۰۱۶: شانیا تواین
- ۲۰۱۷: مری جی. بلایژ
- ۲۰۱۸: سیندی لاپر[۱۱]
- ۲۰۱۹: آلانیس موریست[۱۲]
- ۲۰۲۰: جنیفر لوپز[۱۳]